# Nederlandse kampioenschappen atletiek 1982
In 1982 werden de Nederlandse kampioenschappen atletiek gehouden op 7 en 8 augustus op de kunststofbaan Ookmeer in Amsterdam. Voor het eerst sinds zestien jaren waren de nationale kampioenschappen terug in Amsterdam. De organisatie lag in handen van de atletiekverenigingen AAC, ADA en Blauw Wit.
De omstandigheden waren in alle opzichten prima: fraai zomerweer, een grote publieke belangstelling en een vlekkeloze organisatie. Optimale condities voor de atleten voor het leveren van goede prestaties, slechts gehinderd door een soms wat al te zeer meewerkende wind.
Er werden gedurende dit weekend twee Nederlandse records verbeterd. Jeroen van der Meer wierp de speer naar een afstand van 76,06 m, terwijl snelwandelaar Jan Cortenbach op de 20 km snelwandelen het Nederlandse record op 1:35.36,9 stelde.
De 10.000 m voor mannen en 5000 m voor vrouwen vonden plaats op 24 april 1982 tijdens een door AV Nijmegen in Nijmegen georganiseerde wedstrijd.

## Uitslagen

### 100 m
| rang   | atleet           | prestatie |
| ------ | ---------------- | --------- |
| Goud   | Mario Westbroek  | 10,79 s   |
| Zilver | Achmed de Kom    | 11,03 s   |
| Brons  | Nilo Emerenciana | 11,10 s   |

| rang   | atlete       | prestatie |
| ------ | ------------ | --------- |
| Goud   | Els Vader    | 11,47 s   |
| Zilver | Nelli Cooman | 11,75 s   |
| Brons  | Martha Derby | 11,97 s   |

### 200 m
| rang   | atleet            | prestatie           |
| ------ | ----------------- | ------------------- |
| Goud   | Mario Westbroek   | 20,92 s (+ 3.0 m/s) |
| Zilver | Marcel Klarenbeek | 20,97 s (+ 3.0 m/s) |
| Brons  | Henk Brouwer      | 21,01 s (+ 3.0 m/s) |

| rang   | atlete        | prestatie |
| ------ | ------------- | --------- |
| Goud   | Els Vader     | 23,04 s   |
| Zilver | Marjo van Agt | 24,14 s   |
| Brons  | Martha Derby  | 24,25 s   |

### 400 m
| rang   | atleet               | prestatie |
| ------ | -------------------- | --------- |
| Goud   | Marcel Klarenbeek    | 46,75 s   |
| Zilver | Henk Brouwer         | 47,62 s   |
| Brons  | Gerald Pawirodikromo | 47,83 s   |

| rang   | atlete          | prestatie |
| ------ | --------------- | --------- |
| Goud   | Liliane Mandema | 54,84 s   |
| Zilver | Connie Vermazen | 56,46 s   |
| Brons  | Gerda Benders   | 57,06 s   |

### 800 m
| rang   | atleet         | prestatie |
| ------ | -------------- | --------- |
| Goud   | Rob Druppers   | 1.49,32   |
| Zilver | Arno Körmeling | 1.50,72   |
| Brons  | Frans Witpeerd | 1.52,31   |

| rang   | atlete         | prestatie |
| ------ | -------------- | --------- |
| Goud   | Elly van Hulst | 2.03,77   |
| Zilver | Ali Monsma     | 2.06,07   |
| Brons  | Ingrid Stoot   | 2.06,22   |

### 1500 m
| rang   | atleet         | prestatie |
| ------ | -------------- | --------- |
| Goud   | Arno Körmeling | 3.44,08   |
| Zilver | Cor Louws      | 3.44,95   |
| Brons  | Cor Lambregts  | 3.45,27   |

| rang   | atlete         | prestatie |
| ------ | -------------- | --------- |
| Goud   | Elly van Hulst | 4.16,22   |
| Zilver | Tineke Kluft   | 4.17,24   |
| Brons  | Karin de Nijs  | 4.22,07   |

### 5000 m/3000 m
| rang   | atleet           | prestatie |
| ------ | ---------------- | --------- |
| Goud   | Klaas Lok        | 13.58,37  |
| Zilver | Armando Houtveen | 14.05,27  |
| Brons  | Ray Crabb        | 14.08,88  |

| rang   | atlete         | prestatie |
| ------ | -------------- | --------- |
| Goud   | Elly van Hulst | 9.18,42   |
| Zilver | Tineke Kluft   | 9.21,03   |
| Brons  | Wilma Rusman   | 9.33,69   |

### 10.000 m/ 5000 m[1]
| rang   | atleet        | prestatie |
| ------ | ------------- | --------- |
| Goud   | Klaas Lok     | 28.37,9   |
| Zilver | Cor Lambregts | 28.52,6   |
| Brons  | Jan van Oss   | 28.56,2   |

| rang   | atlete          | prestatie |
| ------ | --------------- | --------- |
| Goud   | Carla Beurskens | 16.19,2   |
| Zilver | Tineke Kluft    | 16.52,8   |
| Brons  | Marga Wiegman   | 17.14,0   |

### 110 m horden/100 m horden
| rang   | atleet          | prestatie |
| ------ | --------------- | --------- |
| Goud   | Robert de Wit   | 14,60 s   |
| Zilver | Paul Wijnbergen | 14,66 s   |
| Brons  | Jan Harland     | 14,70 s   |

| rang   | atlete           | prestatie |
| ------ | ---------------- | --------- |
| Goud   | Marjan Olyslager | 13,59 s   |
| Zilver | Tineke Hidding   | 13,79 s   |
| Brons  | Els Stolk        | 14,08 s   |

### 400 m horden
| rang   | atleet      | prestatie |
| ------ | ----------- | --------- |
| Goud   | Hans Moinat | 53,30 s   |
| Zilver | Henk Kort   | 53,33 s   |
| Brons  | Percy Marte | 53,74 s   |

| rang   | atlete              | prestatie |
| ------ | ------------------- | --------- |
| Goud   | Elke Spierenburg    | 60,48 s   |
| Zilver | Adri van Beek       | 61,09 s   |
| Brons  | Sjannie van der Ven | 61,14 s   |

### 3000 m steeple
| rang   | atleet               | prestatie |
| ------ | -------------------- | --------- |
| Goud   | Marti ten Kate       | 8.43,80   |
| Zilver | Hans Koeleman        | 8.45,86   |
| Brons  | Evert van Ravensberg | 9.04,48   |

### 20 km snelwandelen
| rang   | atleet                     | prestatie |
| ------ | -------------------------- | --------- |
| Goud   | Jan Cortenbach             | 1:35.36,9 |
| Zilver | Dirk Maassen van den Brink | 1:42.09,6 |
| Brons  | Hans van der Knaap         | 1:43.43,3 |

### Verspringen
| rang   | atleet            | prestatie          |
| ------ | ----------------- | ------------------ |
| Goud   | Jeroen Bronwasser | 7,79 m (+ 3.5 m/s) |
| Zilver | Roy Sedoc         | 7,44 m             |
| Brons  | Peter van Leeuwen | 7,43 m             |

| rang   | atlete           | prestatie |
| ------ | ---------------- | --------- |
| Goud   | Edine van Heezik | 6,30 m    |
| Zilver | Ciska Jansen     | 6,16 m    |
| Brons  | Sylvia Barlag    | 6,06 m    |

### Hink-stap-springen
| rang   | atleet                | prestatie |
| ------ | --------------------- | --------- |
| Goud   | Peter van Leeuwen     | 15,85 m   |
| Zilver | Anne Jan van der Veen | 15,59 m   |
| Brons  | Roy Sedoc             | 15,24 m   |

### Hoogspringen
| rang   | atleet           | prestatie |
| ------ | ---------------- | --------- |
| Goud   | Eric Rollenberg  | 2,12 m    |
| Zilver | Raymond de Vries | 2,12 m    |
| Brons  | Marco Schmidt    | 2,09 m    |

| rang   | atlete             | prestatie |
| ------ | ------------------ | --------- |
| Goud   | Ella Wijnants      | 1,81 m    |
| Zilver | Marjon Wijnsma     | 1,78 m    |
| Brons  | Mariëtte Overwater | 1,75 m    |

### Polsstokhoogspringen
| rang   | atleet             | prestatie |
| ------ | ------------------ | --------- |
| Goud   | Mark Rekers        | 4,75 m    |
| Zilver | Chris Leeuwenburgh | 4,70 m    |
| Brons  | Frans van der Ham  | 4,70 m    |

### Kogelstoten
| rang   | atleet        | prestatie |
| ------ | ------------- | --------- |
| Goud   | Erik de Bruin | 17,35 m   |
| Zilver | Nico Kriatkow | 15,38 m   |
| Brons  | Rob Hermans   | 14,89 m   |

| rang   | atlete        | prestatie |
| ------ | ------------- | --------- |
| Goud   | Ria Stalman   | 16,37 m   |
| Zilver | Jennifer Smit | 15,07 m   |
| Brons  | Isaline Hage  | 13,36 m   |

### Discuswerpen
| rang   | atleet        | prestatie |
| ------ | ------------- | --------- |
| Goud   | Erik de Bruin | 57,88 m   |
| Zilver | Wim de Wolff  | 52,66 m   |
| Brons  | Piet Meydam   | 52,06 m   |

| rang   | atlete          | prestatie |
| ------ | --------------- | --------- |
| Goud   | Ria Stalman     | 63,30 m   |
| Zilver | Isaline Hage    | 47,78 m   |
| Brons  | Marjan Vermolen | 46,86 m   |

### Speerwerpen
| rang   | atleet              | prestatie |
| ------ | ------------------- | --------- |
| Goud   | Jeroen van der Meer | 76,06 m   |
| Zilver | Rob ter Horst       | 69,62 m   |
| Brons  | Rob Buntsma         | 69,24 m   |

| rang   | atlete         | prestatie |
| ------ | -------------- | --------- |
| Goud   | Lida Berkhout  | 50,10 m   |
| Zilver | Gerda Blokziel | 47,86 m   |
| Brons  | Kim Nieuwland  | 44,22 m   |

### Kogelslingeren
| rang   | atleet           | prestatie |
| ------ | ---------------- | --------- |
| Goud   | Peter van Noort  | 57,18 m   |
| Zilver | Willy Leenders   | 53,54 m   |
| Brons  | Wil van Uythoven | 52,48 m   |

1904 · 
1908 · 
1909 · 
1910 · 
1911 · 
1912 · 
1913 · 
1914 · 
1915 · 
1917 · 
1918 · 
1919 · 
1920 · 
1921 · 
1922 · 
1923 · 
1924 · 
1925 · 
1926 · 
1927 · 
1928 · 
1929 · 
1930 · 
1931 · 
1932 · 
1933 · 
1934 · 
1935 · 
1936 · 
1937 · 
1938 · 
1939 · 
1940 · 
1941 · 
1942 · 
1943 · 
1944 · 
1946 · 
1947 · 
1948 · 
1949 · 
1950 · 
1951 · 
1952 · 
1953 · 
1954 · 
1955 · 
1956 · 
1957 · 
1958 · 
1959 · 
1960 · 
1961 · 
1962 · 
1963 · 
1964 · 
1965 · 
1966 · 
1967 · 
1968 · 
1969 · 
1970 · 
1971 · 
1972 · 
1973 · 
1974 · 
1975 · 
1976 · 
1977 · 
1978 · 
1979 · 
1980 · 
1981 · 
1982 · 
1983 · 
1984 · 
1985 · 
1986 · 
1987 · 
1988 · 
1989 · 
1990 · 
1991 · 
1992 · 
1993 · 
1994 · 
1995 · 
1996 · 
1997 · 
1998 · 
1999 · 
2000 · 
2001 · 
2002 · 
2003 · 
2004 · 
2005 · 
2006 · 
2007 · 
2008 · 
2009 · 
2010 · 
2011 · 
2012 · 
2013 · 
2014 · 
2015 · 
2016 ·
2017 ·
2018 ·
2019 ·
2020 ·
2021 ·
2022 ·
2023 ·
2024 ·
2025